# Giovanni Torlonia (poeta)
Giovanni Torlonia (Roma, 22 febbraio 1831 – Roma, 9 novembre 1858) è stato un poeta, filosofo e filantropo italiano.

## Biografia
Giovanni Torlonia fu secondogenito del duca Marino (1795-1865) e di Anna Sforza Cesarini, figlia del VI principe di Genzano Francesco. Apparteneva a una delle più facoltose famiglie nobiliari romane; il padre, duca di Poli e di Guadagnolo, era titolare del feudo di Bracciano e viveva a Roma nel palazzo Torlonia, già Núñez, in via Bocca di Leone. Anna Sforza Cesarini aveva portato in dote una villa a Frascati, già appartenuta ai Ludovisi.
Giovanni Torlonia sposò Francesca Ruspoli (1830 - 1902), figlia di Bartolomeo e nipote del III principe di Cerveteri Francesco; dal loro matrimonio nacque Clemente (1852-1899).
Fabio Nannarelli, amico intimo e primo biografo di Giovanni Torlonia, così lo descrive: I capelli castani, abbondanti e finissimi, il pallore e la gracilità del volto… Ma se la fronte era di filosofo, l'occhio era d'artista, o meglio, di contemplatore… Svelto nella persona. Di piccola statura, incedeva frettoloso a testa alta e pensierosa.
Giovanni Torlonia si esprimeva con eleganza in francese, inglese e tedesco e aveva studiato diligentemente il greco e il latino, procurandosi una fastidiosa malattia agli occhi. Spirito avido di conoscenze, fu attratto dalla chimica e dalla botanica. Nelle sue passeggiate nella Campagna Romana raccoglieva e catalogava piante e fiori. Appassionato di Archeologia, collezionava monete di epoca Romana e trascriveva antiche iscrizioni. Fu socio della Pontificia Accademia di Archeologia. Pronunciò un discorso in occasione del Natale di Roma del 1854. Religioso fervente, è stato introdotto da Monsignor Carlo Passaglia allo studio della Patrologia e delle Sacre scritture. La famiglia Torlonia lo tollerava, ma lo considerava visionario e innovatore pericoloso.
Da Platone e da Plotino Giovanni Torlonia approdò alla filosofia tedesca, a Kant e a Fichte. Il pensiero filosofico – scrive Nannarelli – che gli tornava in contemplazione entusiastica, gli si faceva poesia.
Giovanni Torlonia era in contatto con un gruppo di poeti, suoi coetanei, oggi identificati come i Poeti della Scuola romana che di sera si ritrovavano al caffè Nuovo, a piazza San Lorenzo in Lucina (Palazzo Ruspoli). Scrive Nannarelli che Giovanni Torlonia, novello Mecenate, aveva raccolto intorno a sé questo gruppo di giovani spinti dal comune ideale di ricondurre l'arte poetica agli antichi splendori. Tra questi, c'erano Domenico Gnoli, Ignazio Ciampi, Giovanni Battista Maccari, Teresa Gnoli e il Nannarelli stesso. Scrive Domenico Gnoli:Egli volle riuniti idealisti e classicisti, nella fiducia che, temperata la nebulosità metafisica degli uni e la gretta sensibilità degli altri, e prendendo il meglio d'ambedue le scuole, potesse scaturire a grado a grado un'arte nazionale o universale, profonda e intima d'idea e di sentimento, nitida, elegante di forma.
Poeta anch'egli, scrisse versi sull'amore, sui fiori, sulla contemplazione del Divino. Amava la poesia di Schiller, Goethe, Lenau e soprattutto di Leopardi. Declamava Dante e Tasso. Il suo primo poemetto, Versi, del 1853, ha meritato le lodi di Gregorovius. Suoi versi apparvero nella Raccolta di poesie I fiori della campagna romana, stampata a Firenze nel 1857 e nella Strenna Romana, del 1858, che egli curò insieme a Paolo Emilio Castagnola. Dedicò versi alla poetessa all'improvviso Giannina Milli e a Teresa Gnoli. Ha dedicato un sonetto anche a Giovanna Massani, moglie di Luigi Lezzani.

Giovanni Costa, Trebbiatura nella campagna Romana, 1854

A Monte Mario, nei casali Mellini, sotto l'Osservatorio Astronomico, Giovanni Torlonia aprì a sue spese una scuola rurale elementare. Straordinario precursore della alfabetizzazione delle classi povere, con Giuseppe Bondino aveva creato una Associazione promotrice delle scuole di campagna. A questa scuola rurale privata Giovanni Torlonia dedicò una poesia in latino, pubblicata nel 1850, sull’Album, giornale letterario e di belle arti.
La salute cagionevole di Giovanni Torlonia ebbe riflessi nefasti, sia sul destino della scuola rurale di Monte Mario, sia sul gruppo dei Poeti della Scuola romana. Fabio Nannarelli accorse al capezzale di Giovanni Torlonia: lo udì recitare il Salmo 41 e versi di Lenau; lo udì citare Platone e filosofi della scuola tedesca. Giovanni raccomandò alla moglie di mandare il figlio Clemente al Collegio di Marina di Genova. Fabio Nannarelli tentò di raccogliere intorno a sé i Poeti della Scuola romana - che furono decimati nel numero, per le morti precoci - ma nel 1860 si trasferì a Milano. Secondo le ferree disposizioni ricevute da Giovanni Torlonia, il suo cameriere, Raimondo Coccioletti, distrusse tutte le carte dell'archivio personale. Non è rimasto un ritratto, né una fotografia, del giovane duca Giovanni Torlonia. Ma Domenico Gnoli conservava i manoscritti di tre poesie di Giovanni Torlonia, inedite. Le pubblicò nel 1913.

## Ascendenza
|                                                          |                                                   |                                                          | Genitori                                  |  |  | Nonni |  |  | Bisnonni         |  |  | Trisnonni          |  |
|                                                          |                                                   |                                                          |                                           |  |  |       |  |  | Marin Tourlonias |  |  | Antoine Tourlonias |  |
|                                                          |                                                   |                                                          |                                           |  |  |       |  |  | Marin Tourlonias |  |  | Antoine Tourlonias |  |
|                                                          |                                                   | Marie Cambray                                            |                                           |  |  |       |  |  | Marin Tourlonias |  |  |                    |  |
| Giovanni Raimondo Torlonia, I principe di Civitella Cesi |                                                   |                                                          |                                           |  |  |       |  |  | Marin Tourlonias |  |  |                    |  |
|                                                          |                                                   | Mariangela Lanci                                         | …                                         |  |  |       |  |  |                  |  |  |                    |  |
|                                                          |                                                   | Mariangela Lanci                                         | …                                         |  |  |       |  |  |                  |  |  |                    |  |
|                                                          |                                                   | Mariangela Lanci                                         | …                                         |  |  |       |  |  |                  |  |  |                    |  |
| Marino Torlonia, II principe di Civitella Cesi           |                                                   | Mariangela Lanci                                         |                                           |  |  |       |  |  |                  |  |  |                    |  |
|                                                          |                                                   | Johannes Schultheiss                                     | …                                         |  |  |       |  |  |                  |  |  |                    |  |
|                                                          |                                                   | Johannes Schultheiss                                     | …                                         |  |  |       |  |  |                  |  |  |                    |  |
|                                                          |                                                   | Johannes Schultheiss                                     | …                                         |  |  |       |  |  |                  |  |  |                    |  |
| Anna Maria Schultheiss                                   |                                                   | Johannes Schultheiss                                     |                                           |  |  |       |  |  |                  |  |  |                    |  |
|                                                          |                                                   | Frida Bernstein                                          | …                                         |  |  |       |  |  |                  |  |  |                    |  |
|                                                          |                                                   | Frida Bernstein                                          | …                                         |  |  |       |  |  |                  |  |  |                    |  |
|                                                          |                                                   | Frida Bernstein                                          | …                                         |  |  |       |  |  |                  |  |  |                    |  |
| Giovanni Torlonia                                        |                                                   | Frida Bernstein                                          |                                           |  |  |       |  |  |                  |  |  |                    |  |
|                                                          | Gaetano II Sforza Cesarini, V principe di Genzano | Sforza Giuseppe Sforza Cesarini, III principe di Genzano |                                           |  |  |       |  |  |                  |  |  |                    |  |
|                                                          | Gaetano II Sforza Cesarini, V principe di Genzano | Sforza Giuseppe Sforza Cesarini, III principe di Genzano |                                           |  |  |       |  |  |                  |  |  |                    |  |
|                                                          | Gaetano II Sforza Cesarini, V principe di Genzano | Maria Francesca Giustiniani                              |                                           |  |  |       |  |  |                  |  |  |                    |  |
| Francesco Sforza Cesarini, VI principe di Genzano        | Gaetano II Sforza Cesarini, V principe di Genzano |                                                          |                                           |  |  |       |  |  |                  |  |  |                    |  |
|                                                          |                                                   | Marianna Caetani                                         | Michelangelo Caetani, X duca di Sermoneta |  |  |       |  |  |                  |  |  |                    |  |
|                                                          |                                                   | Marianna Caetani                                         | Michelangelo Caetani, X duca di Sermoneta |  |  |       |  |  |                  |  |  |                    |  |
|                                                          |                                                   | Marianna Caetani                                         | Carlotta Ondedei                          |  |  |       |  |  |                  |  |  |                    |  |
| Anna Sforza Cesarini                                     |                                                   | Marianna Caetani                                         |                                           |  |  |       |  |  |                  |  |  |                    |  |
|                                                          |                                                   | Alessandro Conti                                         | Fortunato Conti                           |  |  |       |  |  |                  |  |  |                    |  |
|                                                          |                                                   | Alessandro Conti                                         | Fortunato Conti                           |  |  |       |  |  |                  |  |  |                    |  |
|                                                          |                                                   | Alessandro Conti                                         | …                                         |  |  |       |  |  |                  |  |  |                    |  |
| Gertrude Conti                                           |                                                   | Alessandro Conti                                         |                                           |  |  |       |  |  |                  |  |  |                    |  |
|                                                          |                                                   | …                                                        | …                                         |  |  |       |  |  |                  |  |  |                    |  |
|                                                          |                                                   | …                                                        | …                                         |  |  |       |  |  |                  |  |  |                    |  |
|                                                          |                                                   | …                                                        | …                                         |  |  |       |  |  |                  |  |  |                    |  |
|                                                          |                                                   | …                                                        |                                           |  |  |       |  |  |                  |  |  |                    |  |